# دن جورافسکی
دانیل جورافسکی استاد زبانشناسی و علوم کامپیوتر در دانشگاه استنفورد است. وی به همراه دانیل گیلدا، به ایجاد اولین سیستم اتوماتیک برای برچسب زدن نقش معنایی (SRL) مشهور است.
جورافسکی لیسانس زبانشناسی (۱۹۸۳) و دکترای خود را در علوم کامپیوتر (۱۹۹۲) هر دو در دانشگاه کالیفرنیا، برکلی، دریافت کرد. او سپس موفق به گرفتن فوق دکترا در انستیتوی علوم کامپیوتر برکلی (۱۹۹۲–۱۹۹۵) شد.
او نویسنده کتاب زبان غذا: یک زبان‌شناس منو (لیست غذا) را می‌خواند (۲۰۱۴) و یک کتاب درسی دربارهٔ پردازش گفتار و زبان (۲۰۰۰) است.